# سبخة المعمورة

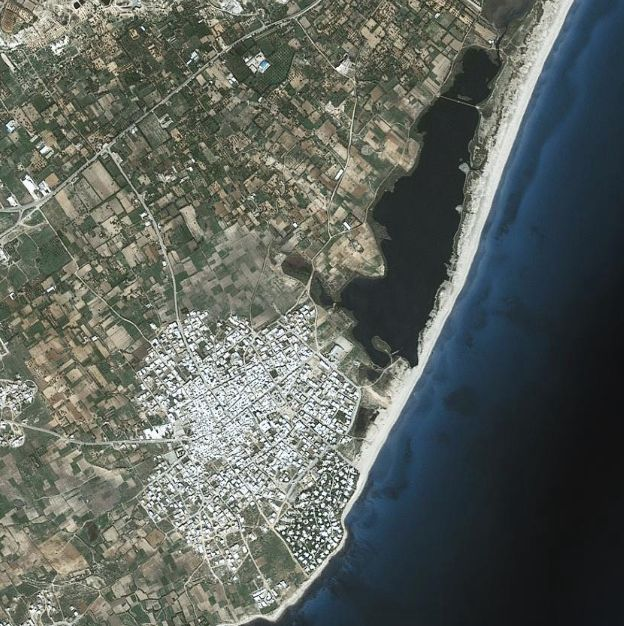
صورة فضائية تظهر سبخة المعمورة (في الأعلى) ومدينة المعمورة (في الأسفل)

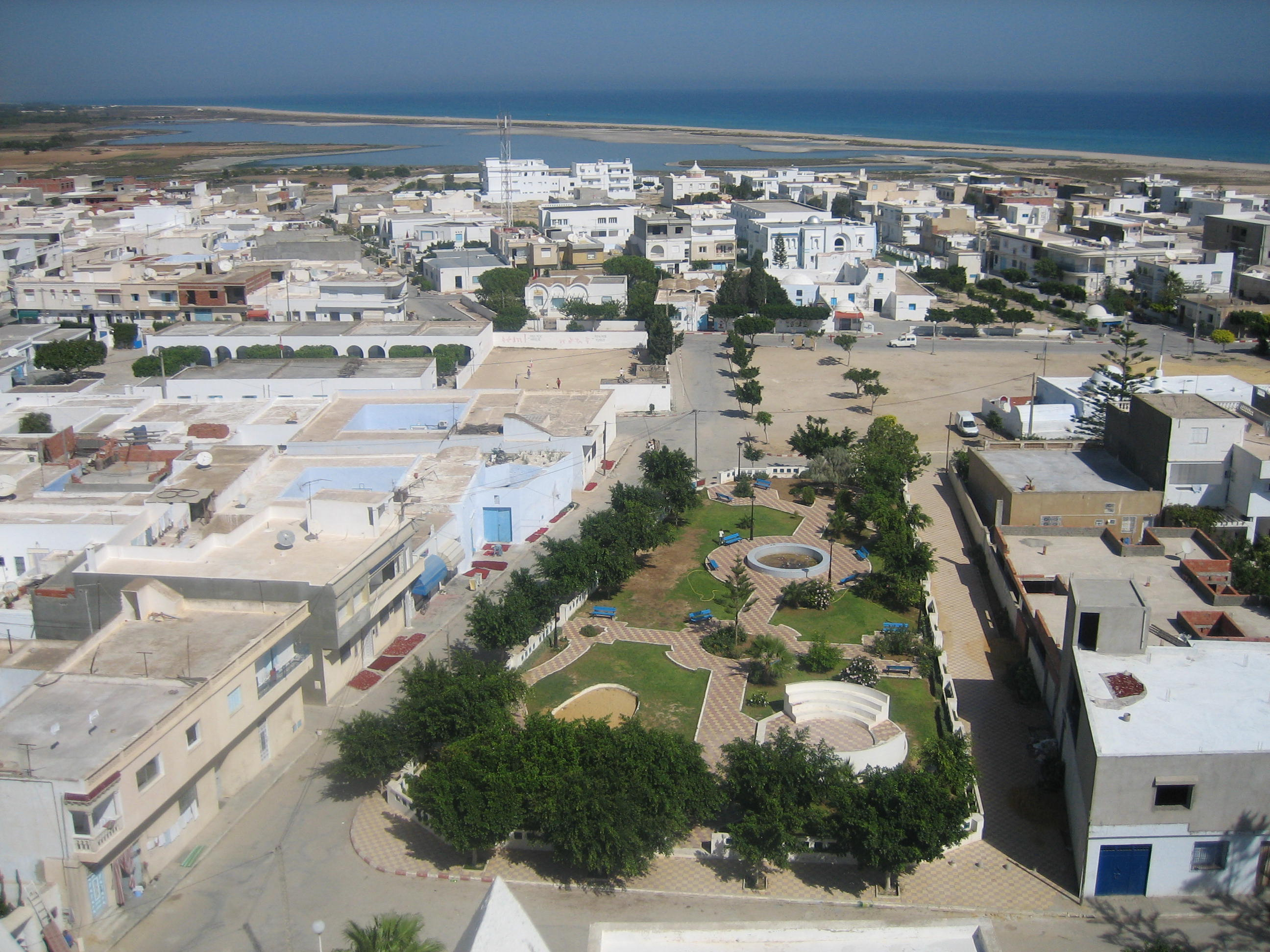
صورة تظهر مدينة المعمورة وسبخة المعمورة

سبخة المَعْمُورَة سبخة ساحلية ضيّقة، تقع بالضفة الشرقية للوطن القبلي (ولاية نابل)، قرب مدينة المعمورة.
تعاني سبخة المعمورة رغم إدراجها ضمن قائمة المحميات الطبيعية من الأوساخ الناتجة عن استغلالها من طرف ديوان التطهير كمصب للمجاري مما يهيئ المناخ الملائم لتكاثر الحشرات و انبعاث الروائح لتبلغ المساكن المجاورة.
| سبخة المعمورة |

### مواضيع ذات علاقة
- موقع مدينة المعمورة على الواب.
- المعمورة.
- سباخ الوطن القبلي.